# Enicospilus nigropectus
Enicospilus nigropectus är en stekelart som beskrevs av Cameron 1905. Enicospilus nigropectus ingår i släktet Enicospilus och familjen brokparasitsteklar. Utöver nominatformen finns också underarten E. n. yakushimensis.